# Skierniewice
Skierniewice [skʲɛrɲɛˈvʲit͡sɛ] ist eine Stadt in der Woiwodschaft Łódź in Polen.

## Lage
Die Stadt, im Weichsel-Becken gelegen, hat auf einer Fläche von 32,6 km² etwa 47.600 Einwohner (2000: 48.364, 2005: 49.142). Von 1975 bis 1998 war sie Hauptstadt der gleichnamigen Woiwodschaft, seitdem ist sie Teil der Woiwodschaft Łódź. Sie ist ein wichtiger Eisenbahnknotenpunkt und verbindet die Städte Warschau mit Łódź, Koluszki, Kutno und Łowicz.

## Geschichte

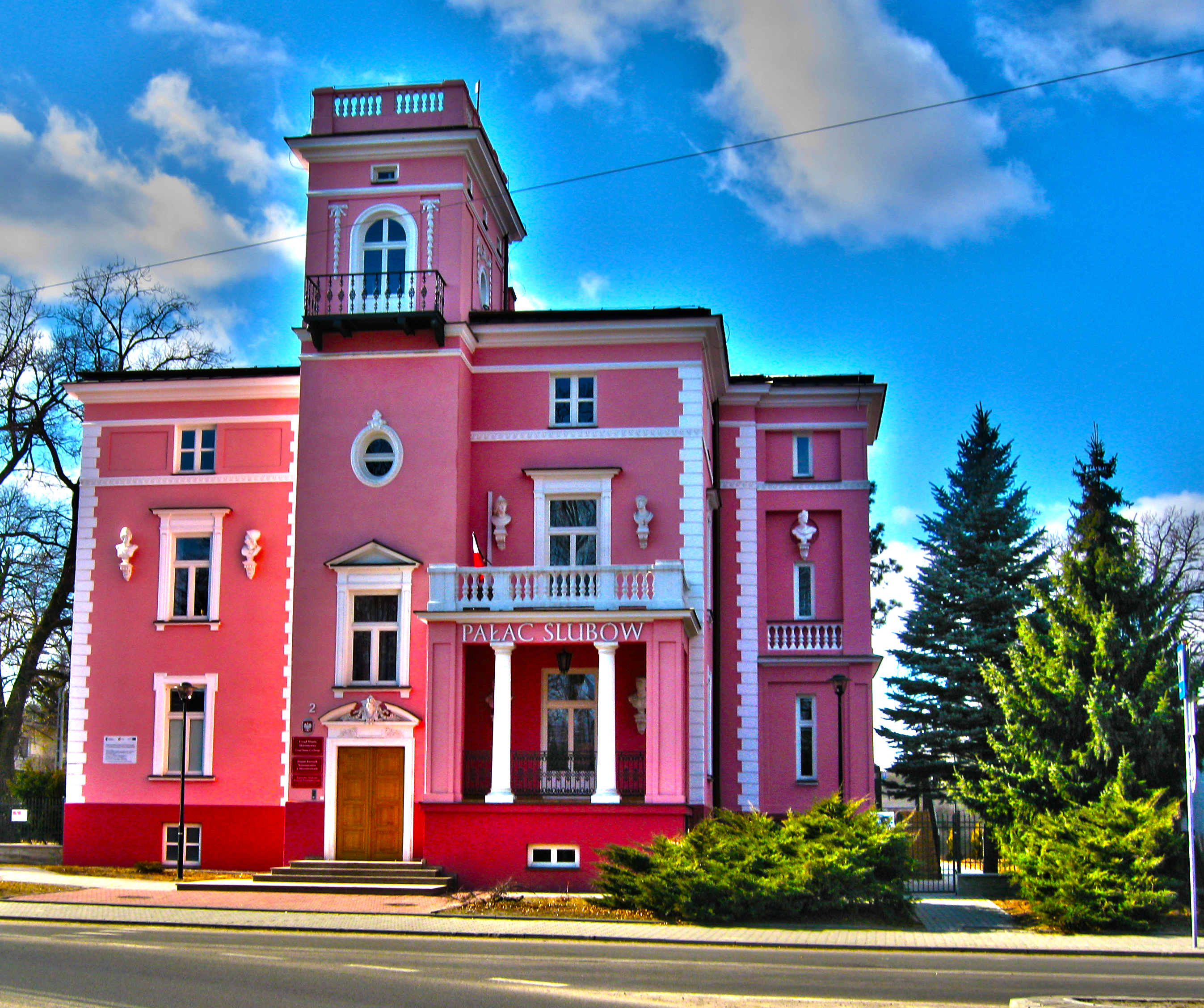
Skierniewice, Willa Kozlowskich

Die Stadt wurde 1359 erstmals erwähnt in einer Urkunde, in der der Erzbischof von Gnesen, Jaroslaw I. Bogoria den Herzog von Masowien, Siemowit III. mit dem Gebiet um Skierniewice belehnt.
Die Stadtrechte wurden Skierniewice 1463 von König Kasimir IV. Jagiełło verliehen. Seit Ende des 16. Jahrhunderts war Skierniewice Residenzstadt des Erzbischofs von Gnesen und Primas von Polen, der in dieser Eigenschaft die polnischen Könige in seiner Residenz empfing; der letzte in der Stadt residierende Erzbischof war Ignacy Krasicki († 1801). Erst preußisch, dann russisch, kam die Stadt 1807 zum Herzogtum Warschau, und wurde 1815 im Wiener Kongress dem russischen Zarenreich eingegliedert.
Kaiser Franz Joseph I., Kaiser Wilhelm I. und Zar Alexander III. trafen sich vom 15. bis zum 17. September 1884 auf einem Jagdschloss in Skierniewice in Russisch-Polen, begleitet von ihren Außenministern, und erneuerten den „Dreikaiserbund“ von 1881.
Im Ersten Weltkrieg lag die Stadt in der Frontlinie, an der sich deutsche und russische Soldaten erbitterte Kämpfe lieferten. Im Zweiten Weltkrieg wurde die Stadt besetzt und die gesamte jüdische Bevölkerung deportiert und in den Vernichtungslagern getötet.
Von 1975 bis 1998 war sie Hauptstadt der gleichnamigen Woiwodschaft, seitdem ist sie Teil der Woiwodschaft Łódź. Die Stadt ist ein Zentrum der Agrarwissenschaft.
Skierniewice zählt seit 2019 zu den polnischen Gemeinden, die sich per Ratsbeschluss zur „LGBT-ideologiefreien Zone“ deklarierten.
In der Umgebung liegen der Landschaftspark von Bolimów und Żelazowa Wola mit Frédéric Chopins Geburtshaus.

### Städtepartnerschaften
Skierniewice ist seit 1965 Partnerstadt von Gera und zudem von Châtelaillon-Plage in Frankreich.

## Verkehr

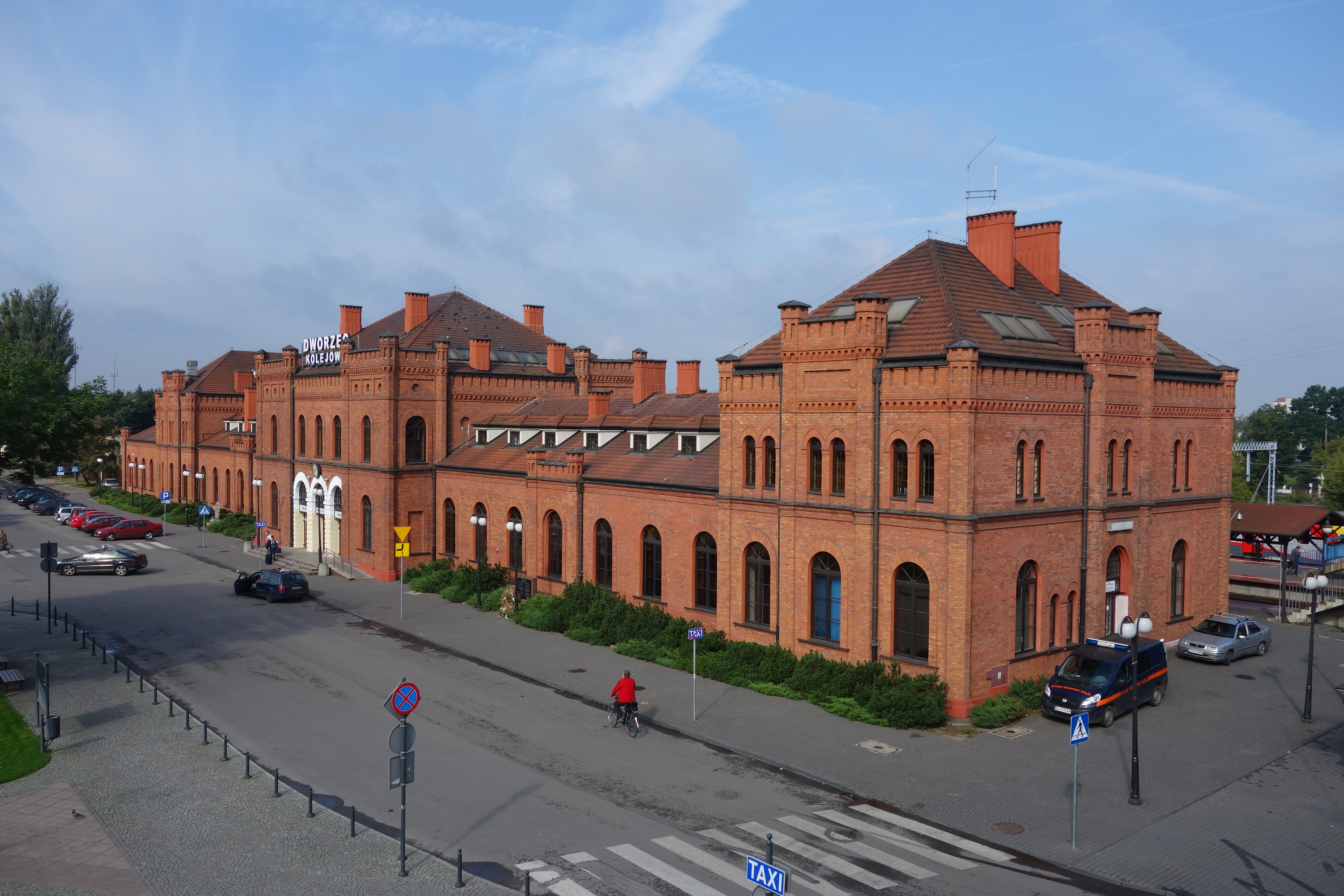
Bahnhof in Skierniewice

Im Bahnhof Skierniewice treffen sich die Bahnstrecken Warschau–Kattowitz, Skierniewice–Łowicz und Skierniewice–Łuków, wobei auf letzterer nur noch Güterverkehr betrieben wird.

## Sehenswürdigkeiten
- Eisenbahnmuseum Skierniewice

## Landgemeinde Skierniewice
Skierniewice ist Sitz einer Landgemeinde gleichen Namens, ist aber selber nicht Teil dieser. Die Landgemeinde mit 28 Schulzenämtern hat eine Fläche von 131,7 km² auf der 7635 Menschen leben (31. Dezember 2020).

## Söhne und Töchter der Stadt
- Shemaryahu Talmon (1920–2010), Hochschullehrer
- Itshak Holtz (1925–2018), Maler und Grafiker
- Zbigniew Tłuczyński (* 1956), Handballspieler und -trainer
- Mariusz Marasek (* 1959), Politiker und Abgeordneter (ZChN)
- Dorota Rutkowska (* 1962), Journalistin, stellvertretende Stadtpräsidentin und Abgeordnete (PO)
- Ireneusz Paweł Karolewski (* 1971), Politikwissenschaftler
- Marek Maria Karol Babi (* 1975), altkatholisch-mariavitischer Bischof
- Łukasz Podolski (* 1980), Radrennfahrer
- Mateusz Kołosowski (* 1992), Schachspieler.